# Mathurin Veyssière de La Croze
Pour les articles homonymes, voir Veyssière.
Mathurin Veyssière de La Croze, né le 4 décembre 1661 à Nantes et mort le 21 mai 1739 à Berlin, est un érudit orientaliste et bibliothécaire prussien de naissance française. Huguenot, il a travaillé à la cour de Berlin et laissé en manuscrit quatre dictionnaires des langues copte, arménienne, slave et syriaque.

## Publications
- Actes et titres de la maison de Bouillon, Cologne [Berlin], 1698, in-12.Recueil d’observations critiques sur l’authenticité des pièces employées par Baluze, dans son Histoire de la maison d’Auvergne.
- Dissertations historiques sur divers sujets, Rotterdam, R. Leers, 1707, in-12.La première contient l’examen du socinianisme et du mahométisme, dont Lacroze prétendait que les principes étaient les mêmes ; la seconde est une réfutation du système du P. Hardouin, sur la supposition des écrits des anciens : et la troisième traite de l’état ancien et moderne de la religion chrétienne dans les Indes.
- Vindiciae veterum scriptorum contra J. Vindiciae veterum scriptorum, contra J. Harduinum S.J.P. Additae sunt Viri eruditi Observationes Chronologicae in Prolusionem & Historiam Veteris Testamenti, Rotterdam, Regneri Leers, 1708, in-8°.Lacroze avait déjà essayé de réfuter le système du P. Hardouin, et il s’est encore attaché à en montrer les dangereuses conséquences dans la préface de son Histoire du christianisme des Indes.
- Entretiens sur divers sujets d’histoire, de littérature, de religion et de critique, Cologne LAC [Amsterdam], 1711, in-12; Ibid., 1733, in-12.Cet ouvrage est divisé en quatre entretiens : Basnage est attaqué avec trop peu de ménagement dans le troisième, où il est accusé de ne pas entendre l’hébreu et d’avoir composé son Histoire des juifs d’après des versions latines. Le quatrième, qui est le plus curieux, contient une Dissertation sur l’athéisme et les athées modernes ; trad. en anglais, Londres, 1712.
- Histoire du christianisme des Indes, la Haye, frères Vaillant, & N. Prévost, 1724, petit in-8°; ibid., 1758, 2 vol. in-12.Elle a été traduite en allemand et en danois par Bohnstedt, recteur de l’université de Halberstadt, 1727, in-8°. Lacroze avertit dans sa préface qu’il s’est servi, pour la rédaction de son ouvrage, de l’Histoire ecclésiastique du Malabar, par Michael Geddes, qu’il a continuée, d’après les documents les plus authentiques, depuis 1599 jusqu’au commencement du XVIIIe siècle ; il s’excuse ensuite de n’avoir donné que par extraits les actes du synode de Diamper, dans la crainte de fatiguer le lecteur par trop de prolixité, et prend l’engagement de les publier en entier dans un ouvrage latin qui contiendra l’histoire fidèle et exacte de la plupart des communions orientales. Ce travail n’a pas vu le jour.
- Histoire du christianisme d’Éthiopie et d’Arménie, Amsterdam, J.-F. Bernard, 1734 ; Veuve Le Vier & Pierre Paupie, 1739, petit in-8°.
- Lexicon Egyptiaco-Latinum ex veteribus illius linguœ monumentis summo studio collectum et elaboraium, Oxford, 1775, in-4°.Lacroze en avait publié la préface dès 1722, dans les Éphémérides de Bremen ; mais cet important ouvrage, resté manuscrit, était passé dans la bibliothèque de l’académie de Leyde ; Woide l’en tira, et le fit imprimer aux frais de l’université d’Oxford, à qui il l’a dédié. Ce lexique, pour la rédaction duquel les travaux du P. Kircher sur la langue copte avaient été fort utiles à Lacroze, n’a pas été publié tel qu’il était sorti de ses mains : il a été revu, complété et abrégé par Christian Scholz ; chaque mot copte est suivi de son équivalent en grec et en latin, mais sans explication. L’ouvrage est terminé par trois tables, rédigées par Woide, l’une des mots grecs, l’autre des latins, avec des renvois au dictionnaire ; et enfin des mots particuliers au dialecte sahidique. On peut consulter sur cet ouvrage les Recherches sur la langue et la littérature d’Égypte de Quatremère.
- Thesaurus epistolicus Lacrozianus, Leipzig, Gleditschius, 5 vol., 1742-46, pet. in-4°.Ce recueil, publié par Johann Ludwig Uhl, est précieux pour l’histoire littéraire, et même pour la philologie orientale, chinoise et tartare.